# 作意
作意（さい）とは、パーリ語およびサンスクリット語のManasikāra（マナシカーラ）に由来する仏教用語であり、注意、思惟を意味する仏教用語。心が物体に固執するプロセスとして定義される
- 上座部仏教アビダルマにおける、七心所のひとつ。
- 大乗仏教アビダルマにおける、五心所のひとつ。
- 名色における、名（nāma,ナーマ）のひとつ[4]。

また如理作意（にょりさい、Yoniso manasikāro）とは、正しく思惟考察すること。これは四預流支のひとつであり、預流果を獲得するために求められる要件を構成する。対義語は、非如理作意（ayoniso-manasikārassa）。